# Deering, New Hampshire

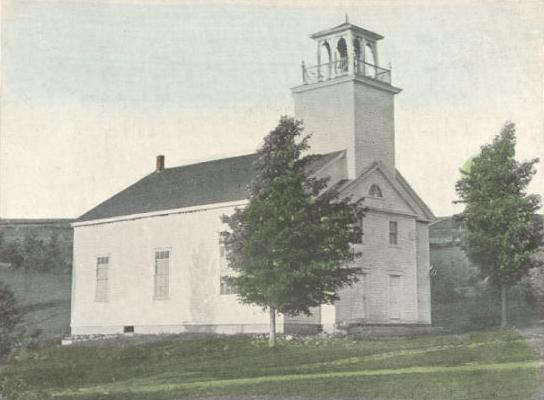
Deering Community Church byggdes 1829

Deering är en kommun (town) i Hillsborough County i delstaten New Hampshire, USA med 1 912 invånare (2010). 
1. ↑  United States Census Bureau (red.), läs online, läst: 1 januari 2022.[källa från Wikidata]
2. ↑  hämtat från: engelskspråkiga Wikipedia.[källa från Wikidata]